# Villard-sur-Doron
Villard-sur-Doron är en kommun i departementet Savoie i regionen Auvergne-Rhône-Alpes i sydöstra Frankrike. Kommunen ligger i kantonen Beaufort som tillhör arrondissementet Albertville. År 2022 hade Villard-sur-Doron 683 invånare.

## Befolkningsutveckling
Antalet invånare i kommunen Villard-sur-Doron
| Referens: INSEE |